# Qualea

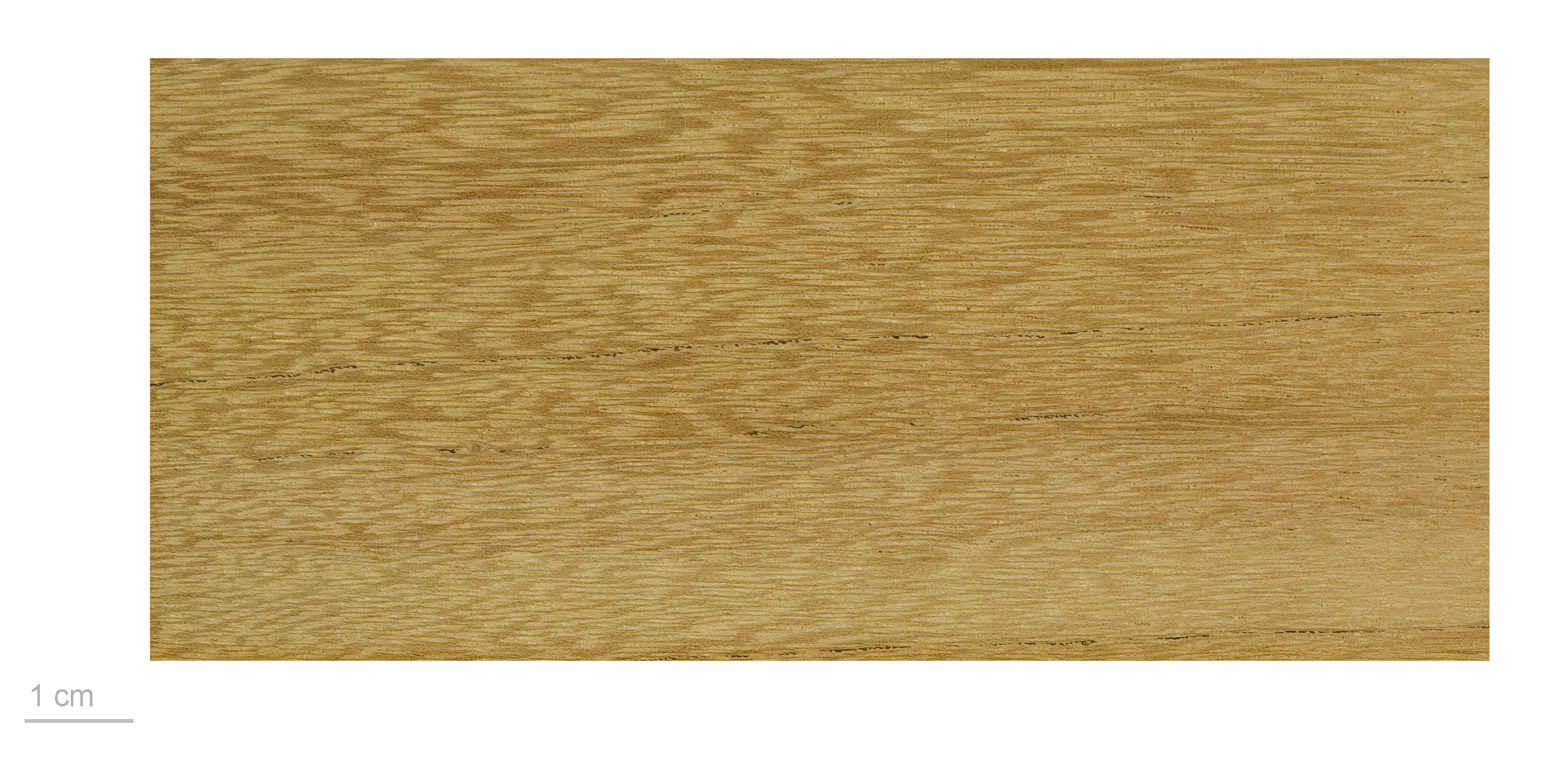
Qualea rosea - MHNT

Qualea é um género botânico pertencente à família Vochysiaceae.